# Koppenplatz
Der Koppenplatz ist eine Grünanlage in der historischen Spandauer Vorstadt im Berliner Ortsteil Mitte. Er wird eingefasst von der Großen Hamburger Straße, der Linienstraße und der Auguststraße. Bekannt wurde der Platz vor allem aufgrund des städtischen Armenfriedhofs, der sich hier zwischen 1704 und 1853 befand und von dem heute nur noch ein Grabdenkmal des Namensgebers Koppe existiert.

## Geschichte

### Armenfriedhof im Scheunenviertel

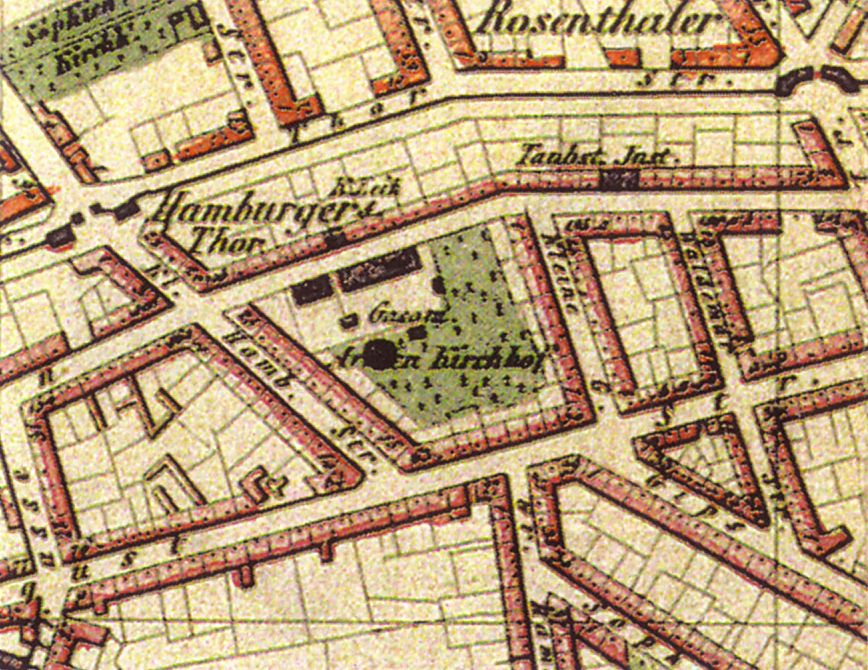
Der Armenfriedhof auf einer Karte von 1849

Der Koppenplatz existiert unter diesem Namen seit dem 12. August 1853 und wurde nach dem Berliner Stadthauptmann und Ratsverwandten Christian Koppe benannt. Dieser hatte den Bereich 1696 gekauft und ihn 1704 der Städtischen Armenverwaltung Berlins zur Errichtung eines Armenfriedhofs für die damals als Scheunenviertel bekannte Spandauer Vorstadt geschenkt. Der Koppesche Armenfriedhof selbst war deutlich größer als der heutige Koppenplatz. Er wurde im Osten begrenzt durch die heute noch existierende Kleine Auguststraße und im Westen verlief die Grenze schräg entlang der heutigen Grundstücksgrenzen der Hollmannschen Wilhelminen-Amalien-Stiftung, der ehemaligen 1. Gemeindeschule sowie einer früheren Fach- und Fortbildungsschule, die heute an der Linienstraße 162 etwas abseits des Koppenplatzes liegen. 1708 ließ Koppe zudem ein Armenhaus für Frauen in der Auguststraße (der früheren Hospitalstraße) an der Stelle errichten, an der heute die Große Hamburger Straße zum Koppenplatz führt (Auguststraße 59). Zur gleichen Zeit wurden auch die anderen Parzellen rund um das Friedhofsgelände verkauft und mit Mietshäusern bebaut. Der Friedhof wurde offiziell bis 1739 genutzt und auch Christian Koppe wurde hier nach seinem Tod 1721 auf eigenen Wunsch beerdigt. Des Weiteren wurden hier Selbstmörder, die auf den meist christlichen Friedhöfen der Stadt nicht beerdigt werden durften, begraben. Das letzte Begräbnis auf dem Platz fand wahrscheinlich im Jahr 1838 statt.

### „Thürmchen“
Etwa um 1800 wurde am Friedhof an der Linienstraße ein Leichenschau- und Obduktionshaus erbaut. Dies trug auf seinem Dach einen kleinen Turm, der ihm den Spitznamen „Das Thürmchen“ einbrachte. In dieses Haus wurden die Leichen von mittellos Verstorbenen, Suizidenten und Unfallopfern gebracht, die aus der damals als Hospital und Lehranstalt für angehende Militärärzte dienenden Charité auf Holzkarren (Nasenquetschen) hierher transportiert wurden. Hier wurden die Toten obduziert und anschließend auf dem Friedhof begraben.
Das „Thürmchen“ sowie der Armenfriedhof fanden durch die Kindheitserinnerungen von Karl Gutzkow Eingang in die Literatur. Er schrieb in seinem 1852 erschienenen Buch Aus der Knabenzeit:

„Zwischen dem Thürmchen und der Anatomie ging im stillen Abenddunkel regelmäßig ein polternder, dumpfhallender Karren hin und her. Da bringen sie schon wieder Einen!, sagte der Vater, wenn unter dem Fenster um die neunte Stunde das Rollen des schauerlichen Karrens erklang.“

Gutzkow versuchte gemeinsam mit einem Freund Zugang zum „Thürmchen“ zu bekommen, um Leichen zu sehen, wurde dort jedoch abgewiesen und stattdessen auf den Armenfriedhof geschickt:

„Die Knaben schossen wie der Blitz auf den großen grünen Anger, der sich zugleich hinter einer halboffenen Thür frei und breit darbot. Hier auf dem baum- und blüthenlosen Kirchhof hing allerlei Wäsche, wurden Linnen gebleicht. Zur Rechten aber lagen die Gräber. Sie waren wohl hie und da mit dünnem verbrennten Rasen bedeckt, aber namenlos alle, ohne den Schatten eines Baumes, ohne den Schmuck einer Blume. Vergiftet, erhängt, ersäuft alle diese Opfer der Verzweiflung. Eine offene Grube erwartete einen Ankömmling […] Die Knaben hätten nun über eine Mauer in die Linienstraße springen können.“

Das „Thürmchen“ und das umgebende Gelände wurden 1844 von den städtischen Gasbetrieben gekauft, die hier eine Gasometeranstalt bauten. Es handelte sich um eine von drei „Gasbehälter-Filialen“ der fünf „Gasbereitungsanstalten“, über welche die Stadt Berlin Ende des 19. Jahrhunderts verfügte. Mit der Auflassung des Friedhofs und dem Abriss des Armenhauses ließ selbige auch das „Thürmchen“ abreißen. Die Gasometeranstalt stand hier noch bis 1904 und wurde dann ebenfalls abgerissen.

### Auflassung des Friedhofs, Grabdenkmal für Koppe und weitere Entwicklung des Platzes

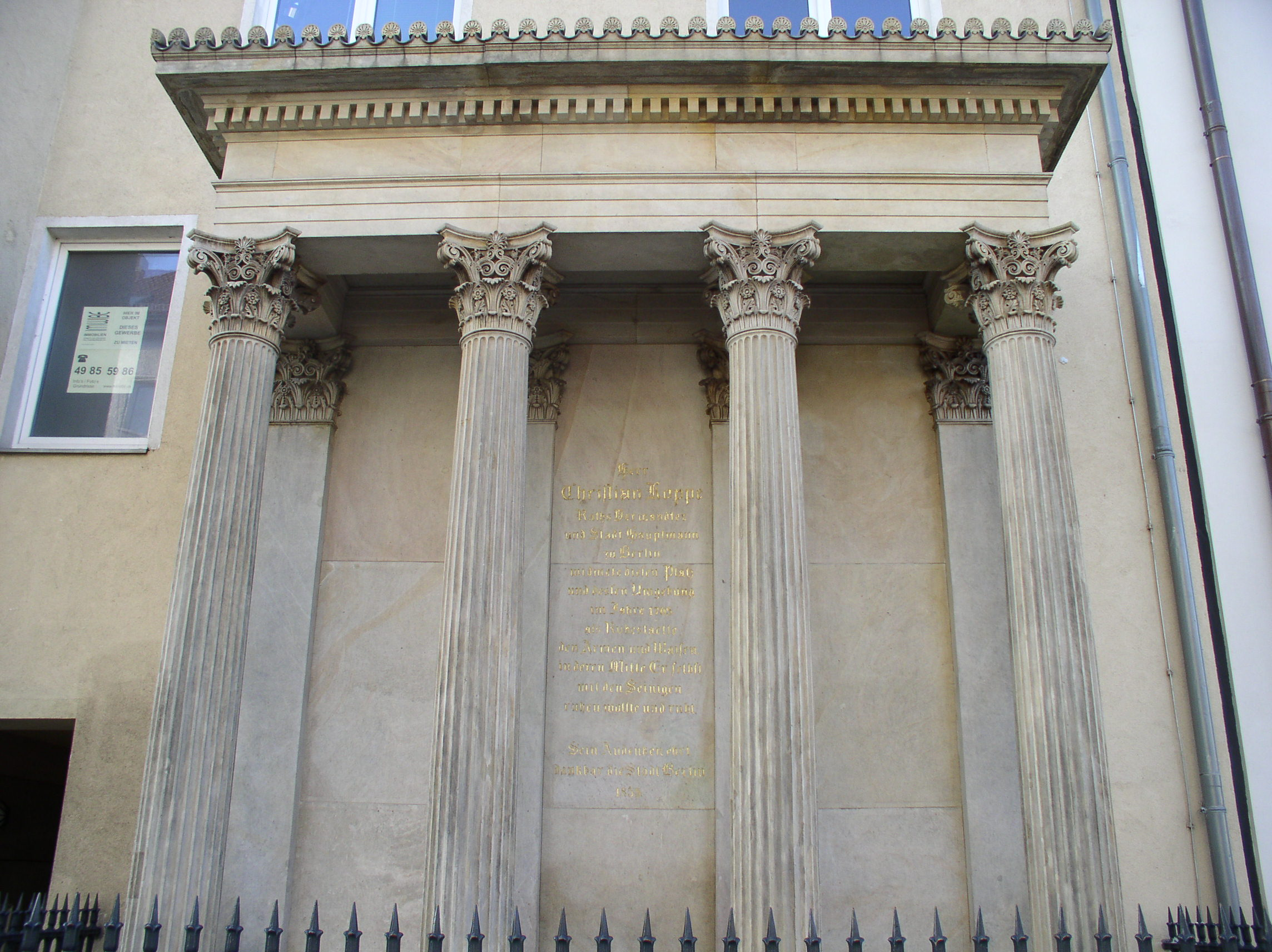
Denkmal über dem Grab von Christian Koppe

Im Jahr 1853 wurde der Friedhof aufgelassen und für den öffentlichen Verkehr zugänglich gemacht. Der Berliner Architekt Friedrich August Stüler errichtete 1855 über dem Grab von Christian Koppe ein markantes Denkmal für denselben in Form einer klassizistischen Kleinarchitektur mit korinthischen Säulen, die einerseits einem Portikus ähnelt, anderseits durch die geringe Größe Assoziationen an ein Erbbegräbnis weckt, wie es an den Grenzmauern alter Berliner Friedhöfe zu finden ist. Auf der in das Haus eingebauten Rückwand befindet sich eine Gedenkinschrift.

„Dies Grabmal ist eingebaut in ein Haus der Ackerstraße am Koppenplatz. In diesem Haus befindet sich eine Homöopathische Heilanstalt, direkt daneben ist das große Gebäude der Gasanstalt. Hier liegen unter dem Bürgersteig die Gebeine eines Menschen begraben, den seine Mitbürger einst verehrt haben, es ist der Berliner Stadtamtmann Kopp, nach dem dieser Platz benannt ist, und der laut Inschrift in der 1855 gesetzten Tafel hinter denvier korinthischen Säulen seinen Mitbürgern diesen Platz zur Ruhe und Erholung vermachte und nur den Wunsch hatte, an dieser Stelle begraben zu sein […] Jahrzehnte sind über diesen Platz hinweggegangen […] Und ganz zum Unterschied vom Pappelplatz bietet der Koppenplatz wirklich Ruhe und Erholung.“

Bei der umfassenden Restaurierung 1998 bis 2000 wurde zur Reinigung des Denkmals eine Lasertechnik eingesetzt, die die filigranen Details der Kapitelle und kannelierten Säulen unverletzt ließ. Es steht vor der Fassade eines Neubaus auf dem Gehweg noch immer über der Gruft, in der Christian Koppe sowie mehrere seiner Angehörigen begraben wurden.
Nach dem 1853 erfolgten Abriss des Armenhauses wurde die Große Hamburger Straße in gerader Führung bis zur Linienstraße verlängert und somit das ehemalige Friedhofsgelände in zwei Teile zerlegt. Außerdem wurde parallel zur Kleinen Auguststraße zwischen dieser und der Großen Hamburger Straße ebenfalls eine Straße angelegt, sodass sich der heutige Koppenplatz zwischen diesen beiden neu angelegten Straßen befindet. Die Parzellen beiderseits sowie südlich des heutigen Koppenplatzes wurden zur Bebauung freigegeben.

## Umgebung

### Entstehen von Wohnhäusern

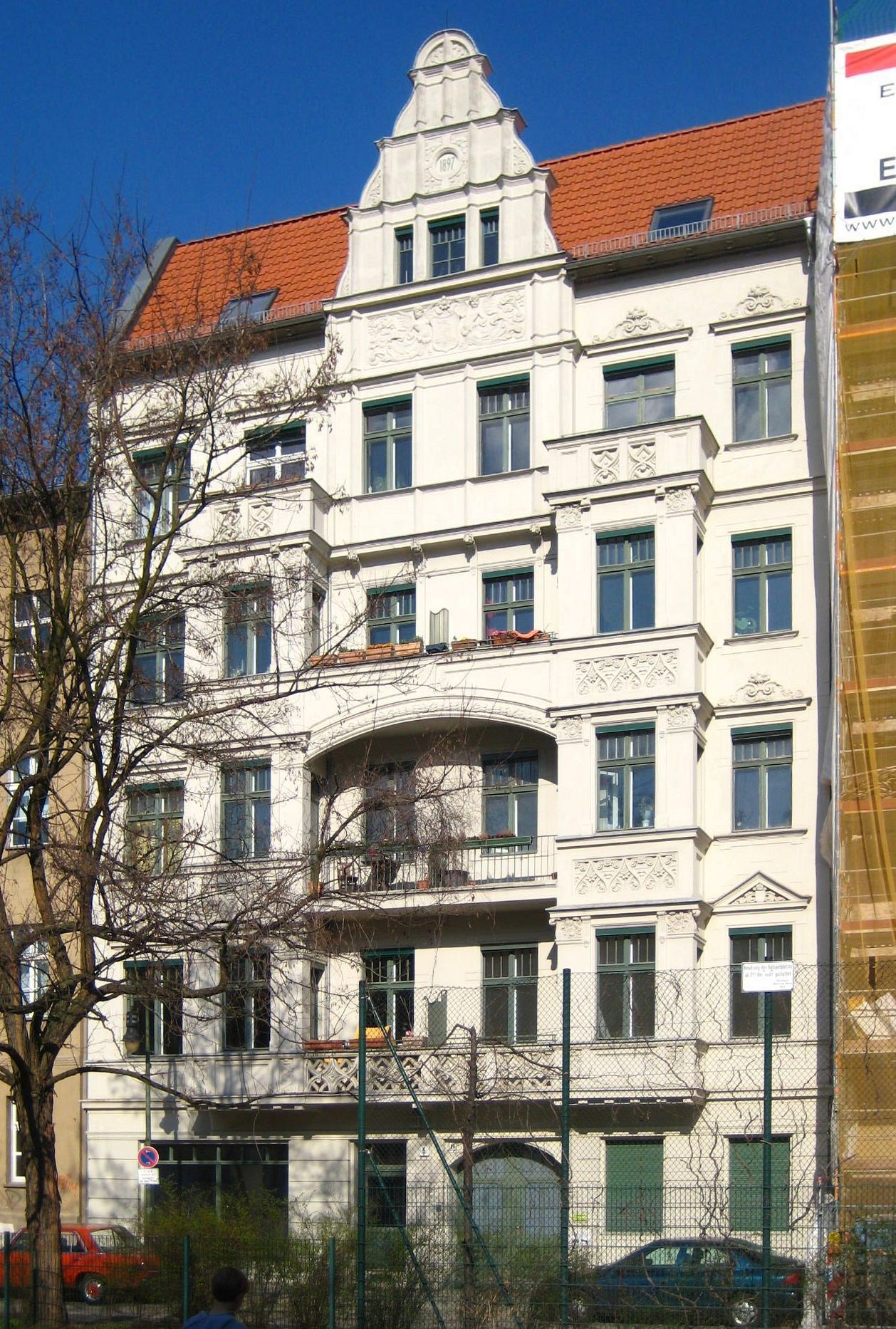
Mietshaus (Koppenplatz 6) von 1897

Sukzessive entstanden die Mietshäuser am heutigen Koppenplatz, die weitestgehend bis heute erhalten sind und unter Denkmalschutz stehen. Die ersten Gebäude entstanden an der Ecke Große Hamburger Straße und stammen aus den Jahren 1852 (Hausnummer 1) und 1857 (Nummer 2). Die ältesten erhaltenen Gebäude an der Ostseite wurden 1863 errichtet (Nrn. 7 und 8); daran schließt sich das umfassend restaurierte Haus Nummer 9 mit reich strukturierter Fassade aus dem Jahr 1905 an. Das Haus Nummer 6 wurde 1897 erbaut und ist mit seinen Zitaten aus verschiedenen Stilepochen und auffälligem, der Renaissance entlehnten Zwerggiebel ein ansehnlicher Vertreter des Historismus – auch dieses Gebäude steht heute unter Denkmalschutz. An dem Gebäude erinnert zudem seit der Restaurierung im Jahr 2000 eine Gedenktafel an die von den Nationalsozialisten ermordete Besitzerin des Hauses Ilse Goldschmidt, geb. Schindler.

### Hollmannsche Wilhelminen-Amalien-Stiftung

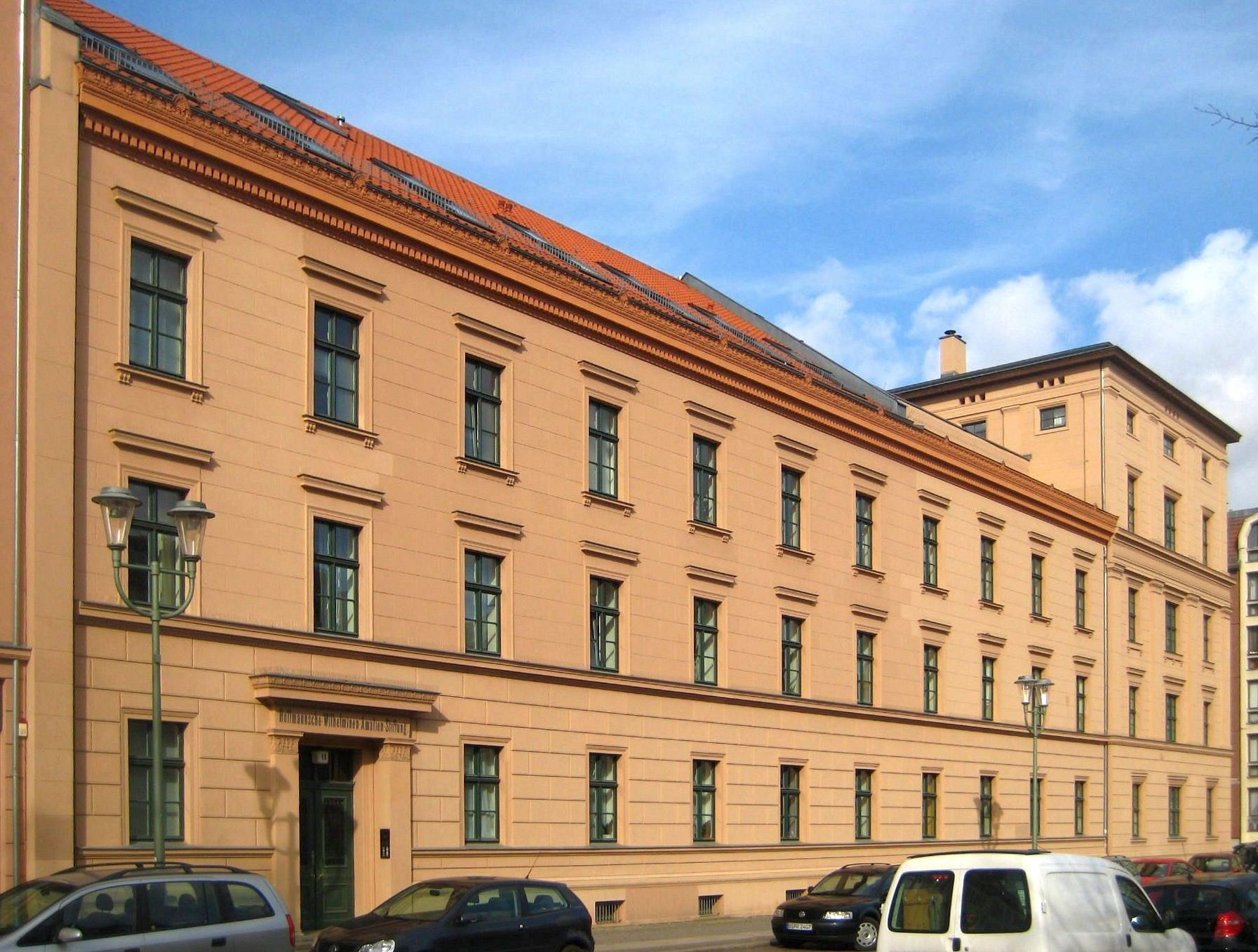
Gebäude der Hollmannschen Wilhelminen-Amalien-Stiftung

Das erste Gebäude der Hollmannschen Wilhelminen-Amalien-Stiftung entstand um 1835, also noch vor der Auflassung des Friedhofs. Es handelte sich dabei um den heutigen Bauteil an der Ecke Linienstraße als Erweiterungsbau des ehemaligen Georgen-Hospitals. Stadtrat Hollmann hatte es im Andenken an seine Frau als Altersheim für über 55 Jahre alte evangelische Witwen und unverheiratete Frauen des Mittelstandes, die mindestens 15 Jahre in Berlin gewohnt hatten errichten lassen. Während das Friedhofsgelände umgenutzt und aufgelassen wurde, wurde das Stiftungsgebäude in zwei Schritten sukzessive erweitert. Im Jahr 1850 entstand der fünfgeschossige, quadratische Turmbau an der Ecke Linienstraße/Koppenplatz, 1869 der dritte Teil am heutigen Koppenplatz. Dieser ist wie der ältere Flügel an der Linienstraße dreigeschossig und weist als Besonderheit ein Traufgesims aus Terrakotta-Elementen auf (heute übermalt), die seit der ersten Anwendung durch Karl Friedrich Schinkel im damaligen Berlin wegen der kostengünstigen Herstellung und ihrer Dauerhaftigkeit beliebt waren. Den Abschluss des Komplexes bildet ein weiterer Anbau an der Linienstraße 163/164 aus dem Jahr 1873. Die Fassadengestaltung des Gesamtbaus ist rein klassizistisch und einheitlich genug, dass ihm die verschiedenen Bauphasen kaum anzumerken sind. Die Putzfassaden sind durch aufgeputzte Quaderung, Gesimse, einem Risalit, Fenstereinfassungen und -verdachungen und der Eckbau zusätzlich mit flachen Pilastern in Kolossalordnung zurückhaltend gegliedert. Die Anlage wurde um die Jahrtausendwende für eine Nutzung als Seniorenheim saniert, die Dächer ausgebaut und ein moderner Bauteil am benachbarten Schulbau hinzugefügt.

### Schulbau zur Jahrhundertwende

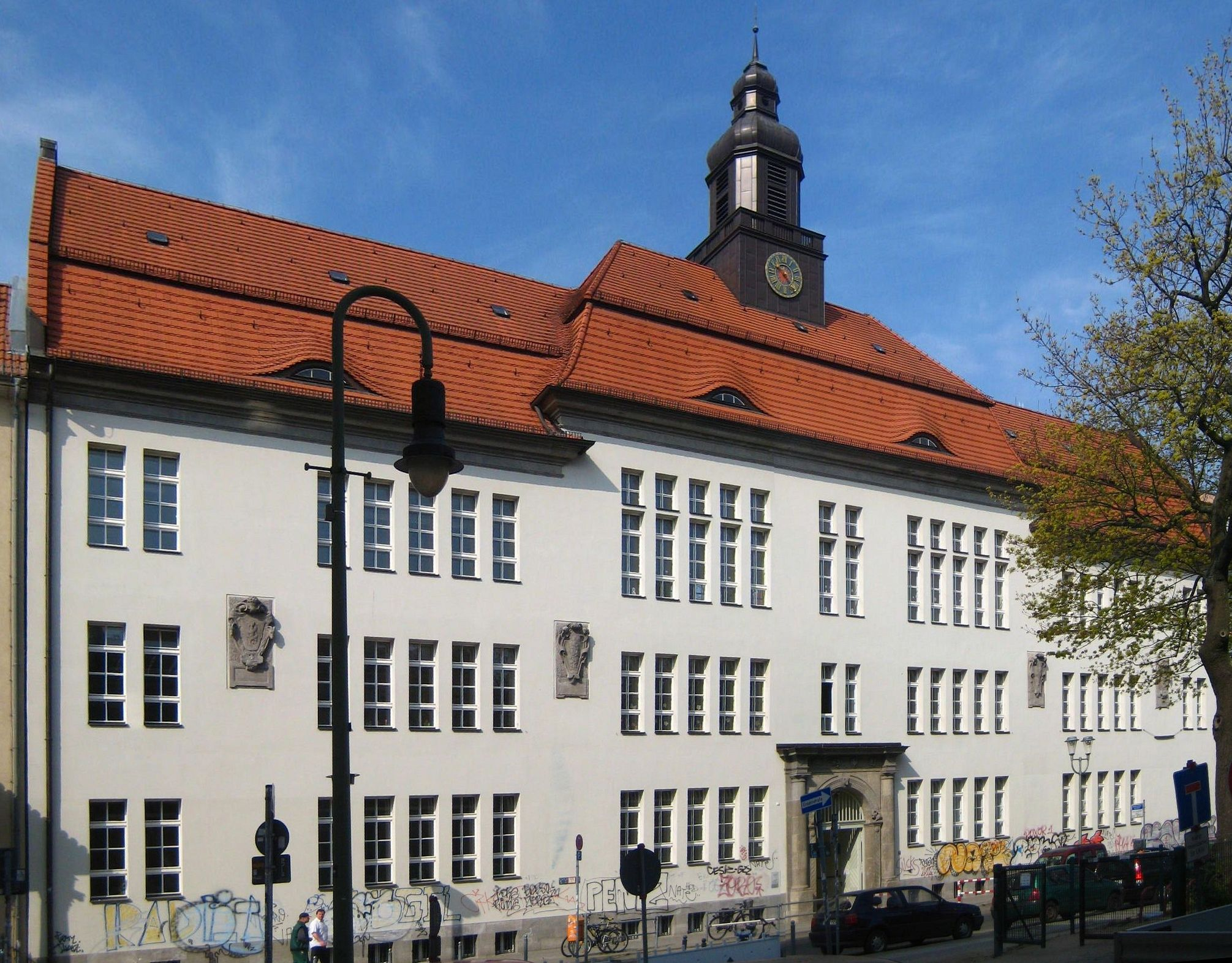
2010: Schule wieder in Betrieb

In den Jahren 1902 bis 1907 wurde nach den Plänen des Stadtbaurats Ludwig Hoffmann auf dem letzten freien Bauplatz der Parzellen Nummer 12 am Koppenplatz die 1. Gemeindeschule errichtet, in der nach 1950 die Oberschule Bertolt Brecht untergebracht war. Nach der Wende nutzte die 4. Grundschule den Gebäudekomplex. Er besteht aus einem Hauptflügel an der Straße und zwei Seitenflügeln, die den Schulhof umschließen. Der Schulbau wurde mit einer glatten Putzfassade ausgeführt, deren einziger bauplastischer Schmuck aus dem steinernen Portal und vier steinernen Kartuschen besteht. Der Mittelteil des Haupthauses mit der zentralen Aula, die nun als Theaterraum genutzt wird, ist etwas höher ausgebildet und wird durch ein mit Fledermausgauben versehenes, abgewalmtes Mansarddach betont, das mit einem Dachreiter bekrönt ist. Letzterer ist mit Kupferblechen bekleidet und enthält die Schuluhr, die in Richtung des Platzes weist. 26 Fensterachsen mit schmalen, hohen Fenstern gliedern die Hauptfassade teils durch paarweise Anordnung, teils durch Bündelung in Fünfergruppen. Während sich die markante Dachform und der bauplastische Schmuck am Barock orientieren, verweist die Fensteranordnung strukturell auf den seinerzeit modernen, geometrischen Jugendstil, was das Gebäude zu einem eigenwilligen Zwitter zwischen historistischer und moderner Architektur macht. Das Gebäude wurde 2003 umfassend saniert und ist wie die benachbarte Hollmannsche Wilhelminen-Amalien-Stiftung als Einzeldenkmal ausgewiesen.
Nachdem Ende des 20. Jahrhunderts die Schule zunächst aufgegeben worden war, wurde das renovierte Gebäude seit 2005 als Theater-Probenhaus Mitte genutzt. Seit September 2008 wird es aufgrund der sehr hohen Kinderdichte im umliegenden Bezirk wieder als Grundschule genutzt – zunächst als Filiale der in der Gipsstraße befindlichen Kastanienbaumschule, inzwischen als selbstständige „Grundschule am Koppenplatz“.

## Platzgestaltung

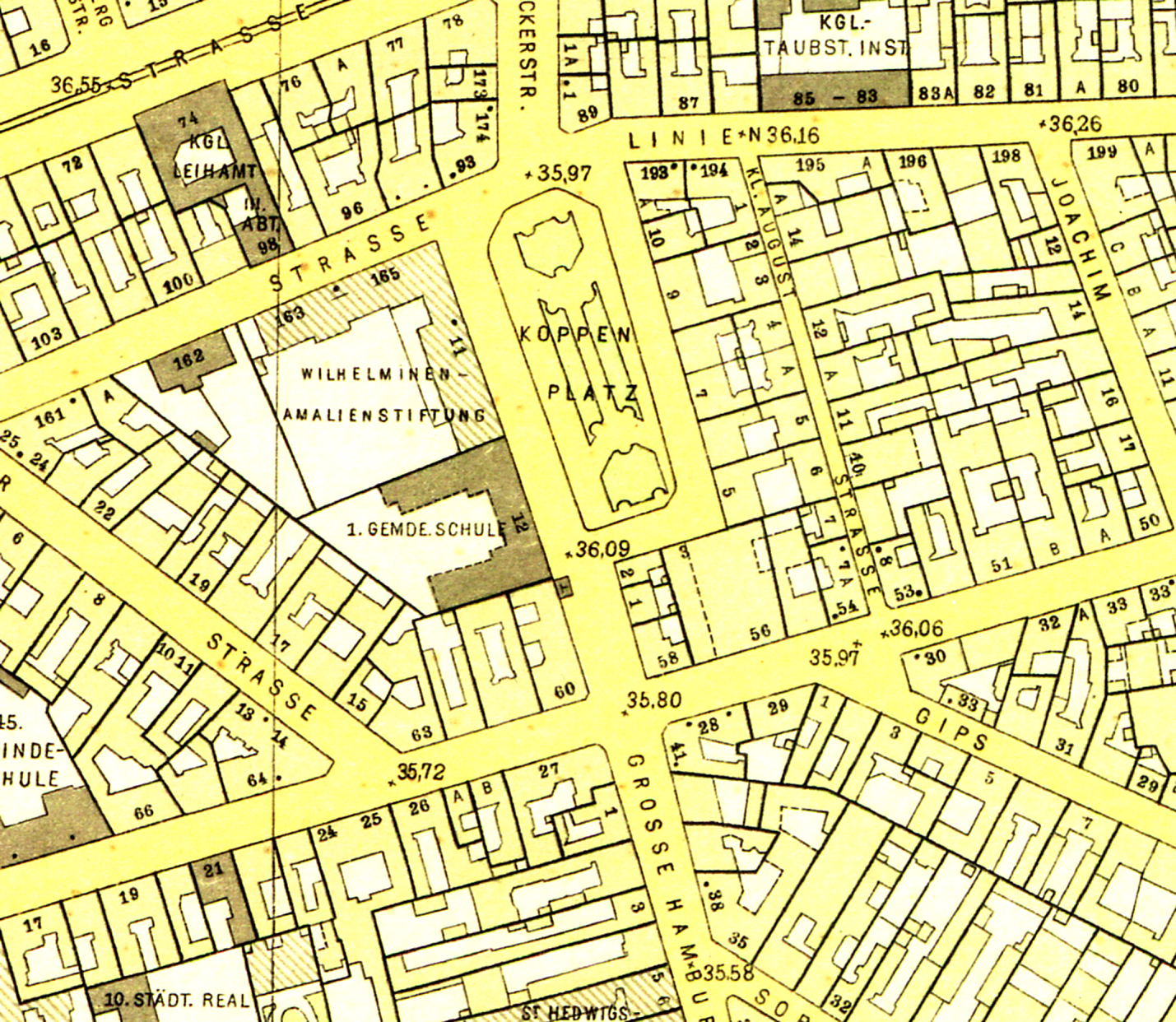
Der Armenfriedhof auf einer Karte von 1910

### Stadtplatz nach Entwürfen von Mächtig und Barth
Ende des 19. Jahrhunderts wurde auf der verbliebenen unbebauten Fläche ein erster Stadtplatz nach Plänen von Hermann Mächtig realisiert. 1927 erfolgte durch den Gartenarchitekten Erwin Barth eine parkähnliche Neugestaltung, die in der Mitte einen Brunnen aufwies. In den 1930er Jahren ließen die Stadtplaner den Platz wieder verändern.

### Überarbeitung und Anlage von Luftschutzbunkern

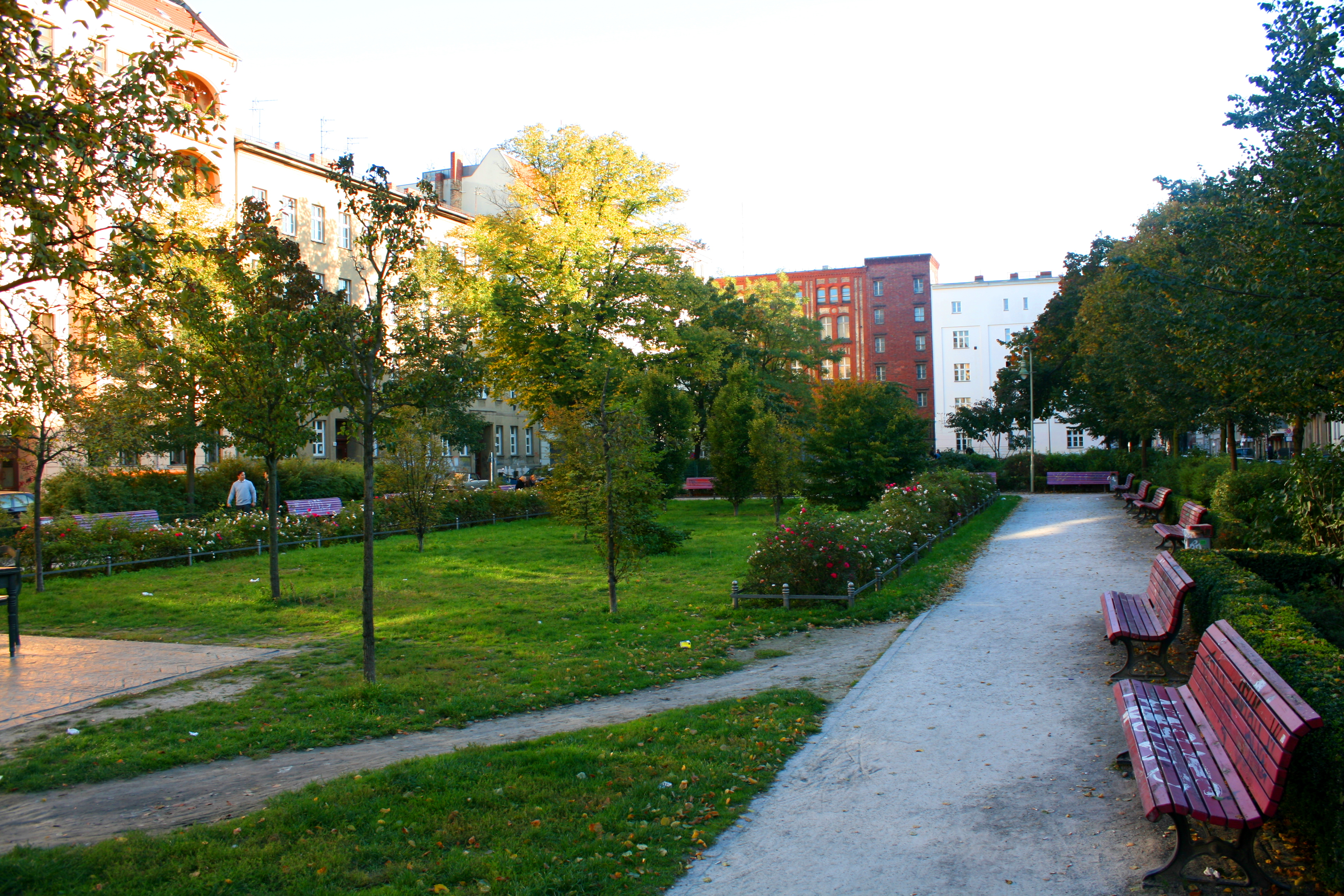
Blick über den Koppenplatz von Nordwesten nach Südosten

In den Jahren 1940/1941 wurden unter dem Koppenplatz auf Anraten des Bezirksbürgermeisters zwei Schutzbunker errichtet. Angelegt wurden diese zum Schutz von als strategisch wichtig angesehenen Personen. Die Arbeiten wurden von französischen Kriegsgefangenen erledigt. Die Fertigstellung erfolgte am 7. November 1941. Nach Angaben des Bürgermeisters an die NSDAP-Ortsgruppe „sind für die äußere Gestaltung der Bunker erheblich größere Aufwendungen gemacht worden als für alle anderen gleichartigen Bauten“.

### Zwischen 1945 und 1995
In den Jahren 1950 und 1951 wurden beide Zugänge zu den Bunkern zugemauert, die Reste mit Erde und Gras verdeckt.
Zu DDR-Zeiten wurde die südliche Hälfte des Platzes in einen Spielplatz umgewandelt. Die Neugestaltung des Platzes erfolgte 1990/1991, wobei der Spielplatz beibehalten und nur auf der nördlichen Platzhälfte ein kleiner Park angelegt wurde, der sich an der Anlage von Erwin Barth aus den 1920er Jahren orientiert.
Wegen festgestellter Einsturzgefahr der unter dem Platz erhalten gewesenen Bunkerreste wurden diese in den 1990er Jahren abgetragen. Dafür mussten zwölf Bäume gefällt und der Platz anschließend wieder neu hergerichtet werden.

## Platz und erhaltene Bebauung
Der Koppenplatz besteht aus dem zentralen Park mit Kinderspielplatz südlich sowie aus den Straßen und ihrer Bebauung, die den Platz im Westen, Osten und Süden begrenzen.
Zur Bebauung der Ostseite des Platzes gehören vor allem Miets- bzw. Wohnhäuser, die in der zweiten Hälfte des 19. Jahrhunderts erbaut wurden. Die Westseite wird eingenommen von dem dreiteiligen Gebäude der Hollmannschen Wilhelminen-Amalien-Stiftung, das in der DDR-Zeit als Seniorenheim genutzt wurde, nach der politischen Wende einige Jahre leer stand und 2004 in eine Wohnanlage umgewandelt wurde, sowie der von Ludwig Hoffmann errichteten ehemaligen 1. Gemeindeschule, die heute die Städtische Grundschule am Koppenplatz beherbergt. Neben der Schule befindet sich an der Fassade des Nachbarhauses das Koppendenkmal, das durch einen niedrigen Zaun eingefriedet ist. An der Südseite hebt sich die rotgeklinkerte Rückseite der BEWAG-Unterstation, deren Front zur Auguststraße weist, von der umgebenden Wohnbebauung ab.

## Denkmale und Skulpturen

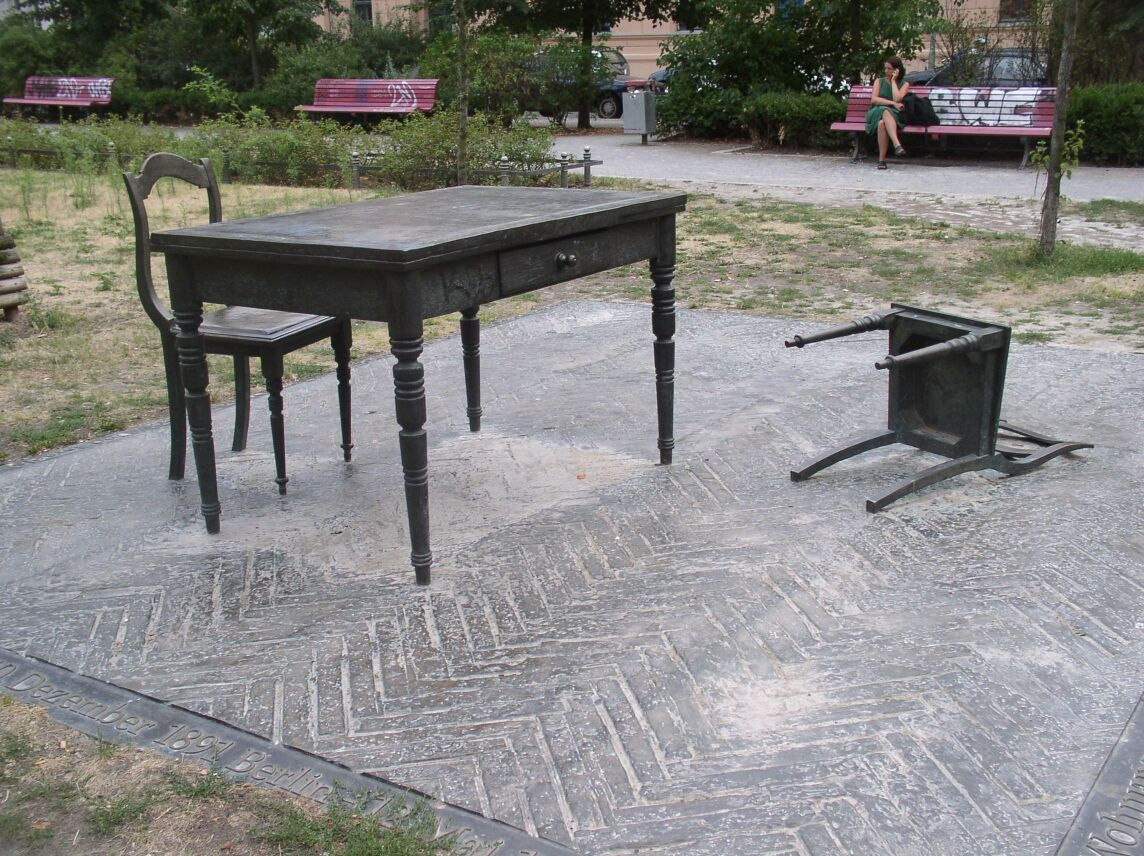
Denkmal Der verlassene Raum

Der Platz ist von zahlreichen Baudenkmälern gesäumt. Die Hollmannsche Wilhelminen-Amalien-Stiftung, das Schulgebäude sowie das Mietshaus Nummer 6 stehen als Einzeldenkmale unter Denkmalschutz. Daneben ist der zum Stiftungsgebäude gehörende Garten als Gartendenkmal ausgewiesen. Die Mietshäuser 1, 2, 5 und 7–10 gehören zum Denkmalensemble Spandauer Vorstadt und auch der Stadtplatz mit seinem Park ist als Teil dieses Ensembles unter Denkmalschutz gestellt. In ihm finden sich die Skulptur Geschwister und das Denkmal Der verlassene Raum.
Die Bronzeskulptur Geschwister wurde 1968 von dem Bildhauer Karl Lemke entworfen und ausgeführt. Sie steht auf dem Spielplatz des Koppenplatzes und stellt ein unbekleidetes Geschwisterpaar dar, das miteinander spielt. Dabei hockt der Junge auf allen vieren und lässt seine Schwester auf seinem Rücken reiten, wobei beide sich anschauen.
Das Denkmal Der verlassene Raum wurde 1991 von dem Bildhauer Karl Biedermann und der Gartenarchitektin Eva Butzmann konzipiert, 1996 aus Bronze gegossen und aufgestellt. Es besteht aus einer Bodenplatte, die einen Fußboden darstellt, sowie einem Tisch und zwei Stühlen, von denen einer umgefallen ist. Die Bodenplatte wird von einem Fries mit Versen aus der 1947 erschienenen Gedichtsammlung von Nelly Sachs eingerahmt. Das Denkmal soll an die Deportation der zahlreichen Juden aus dem Scheunenviertel während der Zeit des Nationalsozialismus in Deutschland erinnern. Im Jahre 1905 hatten in der Sophiengemeinde in den wenigen Straßen um den Koppenplatz mehr Juden als damals in Jerusalem gelebt, nämlich 7.427 (von insgesamt 37.671 Einwohnern).
Anfang des 20. Jahrhunderts stand am Koppenplatz eine Bank aus Marmor, die zu den Denkmälern Berlins gezählt wurde.

## Trivia
Im Jahre 1873 kam es in einer Apotheke am Koppenplatz zu einer Verwechslung von Arzneien für zwei Patienten mit demselben Nachnamen „Müller“. Dadurch erhielt irrtümlich die sechs Monate alten Tochter eines Konditors Morphium, was den Tod des Kindes zur Folge hatte.
Im Sommer 1874 löste ein Gastspiel der Schauspielerin Klara Ziegler bei einer Fünfzehnjährigen eine „arge Verwüstung“ an. Die Jugendliche wurde „exzentrisch“, entwendete Bargeld von ihrem Vater, verließ heimlich das Elternhaus und ließ sich von einem Dienstmann bis zum Koppenplatz bringen, wo sie eine Droschke bestieg. Danach verlor sich jede Spur der Fünfzehnjährigen.
In ihrem Artikel „O wandern, o wandern…“ schilderte Ina Seidel, wie „die Knospen der Kastanienbäume auf dem Koppenplatz glänzten und funkelten in der Sonne“.
Auch Paul Ernst vermittelt uns Impressionen vom Koppenplatz vor dem Ersten Weltkrieg:

„Unter der glorreichen Regierung Friedrichs des Großen, lebte in Berlin in der Linienstraße, gleich beim Koppenplatz ein nicht unbegüterter Fleischermeister mit seiner Frau und seiner bereits heiratsfähigen Tochter, einem frischen, rotbäckigen und braven Kind. Ganz in seiner Nähe, an der Ecke vom Koppenplatz, hatte ein Kolonialwarenhändler seinen Laden, welcher der beste Freund des Fleischers war und auch wohl im gleichen Alter mit ihm stand.“

In Hanns Heinz Ewers Drama Luise Braun, das Wundermädchen von Berlin spielt der zweite Akt „in der Erbbegräbniskapelle der Familie des Stadthauptmanns Koppe am Koppenplatz“.
Als 1896 eine mit Akkumulatoren betriebene elektrische Straßenbahn geplant wurde, sollte die Trasse unter anderem durch die Artilleriestrasse über den Koppenplatz in die Ackerstraße verlaufen.
Am 26. Juli 1926 kam es wegen des Verbots der Zeitung Die Rote Fahne an mehreren Plätzen zu Demonstrationen. Auf dem Koppenplatz kam es zu Zusammenstößen mit der Polizei, wobei zwei Personen festgenommen wurden.
Ebenfalls zu schweren Ausschreitungen auf dem Koppenplatz kam es am 6. Mai 1930 im Rahmen von Kundgebungen gegen das ein Jahr zuvor erlassene Verbot des Rotfrontkämpferbundes. Hierbei wurde ein Polizist von 30 Rotfrontbundleuten niedergeschlagen und durch Schlagringe verletzt.